# Hemitrygon izuensis
Hemitrygon izuensis es una especie de pez de la familia Dasyatidae en el orden de los Rajiformes.

## Morfología
Los machos pueden llegar alcanzar los 41,8 cm de longitud total.

## Reproducción
Es ovíparo.

## Hábitat
Es un pez de mar y de clima subtropical y demersal que vive hasta los 10 m de profundidad

## Distribución geográfica
Se encuentra en el Océano Pacífico noroccidental: Península de Izu (costa pacífico en el Japón ).

## Observaciones
Es inofensivo para los humanos.